# Closer to God (2018)
Closer to God ist ein Schweizer Dokumentarfilm aus dem Jahr 2018. Regie führten Annette Berger und Grete Jentzen.

## Handlung
Ein Film über die islamischen Mystiker in Indien und Pakistan. Im Mittelpunkt stehen der Mystiker Gogha Sain und der Musiker Ustad Saami. Der Sänger hat sein Leben der Pflege dieser Tradition verschrieben und unterhält auch eine Schule, er tut dies aus einer tief verstandenen Spiritualität heraus.
Der Film wurde 2011 und 2012 in Karachi, Lahore, Islamabad sowie diversen Provinzen von Pakistan während insgesamt 10 Wochen gedreht. Als Drehorte dienten häufig bekannte Sufi-Schreine in der Region. Die Fertigstellung verzögerte sich aufgrund von Schwierigkeiten bei der Finanzierung. Der Film verzichtet weitgehend auf Kommentare und lässt die Protagonisten reden. Für die Ausstrahlung im Fernsehen wurde jedoch eine kommentierte Fassung gemacht. Closer to God wurde in dieser Version in der Sendung Sternstunde Religion des Schweizer Fernsehens SRF vom 30. Dezember 2018 gezeigt. Der Film wurde in Pakistan mehrheitlich positiv aufgenommen.

## Finanzierung / Förderung
Das Budget betrug 850 000 CHF. Es wurde von folgenden Institutionen getragen: Schweizer Fernsehen SRF, Bundesamt für Kultur, SuisseImage, Katholische Kirche des Kantons Zürich, kath.ch, Alexis Victor Thalberg Stiftung, Migros-Kulturprozent, Berner Filmförderung, Dialog zwischen den Kulturen, Direktion für Entwicklung und Zusammenarbeit der Schweizer Eidgenossenschaft, Reformierte Kirche der Kantone Bern/Jura/Solothurn, Stiftung Dialog zwischen Kirchen, Religionen und Kulturen, Filme für eine Welt, Stiftung Ursula und Rudolf Steinert, Stiftung George, Hamasil Stiftung, Ursula und Rudolf Streit Stiftung; Isaac Dreyfuss Bernheim Stiftung. Alexis Victor Thalberg Stiftung. Ausserdem haben private Mäzene einen Betrag von 120 000 CHF übernommen.

## Festivals
- Be Movie 2018
- Solothurner Filmtage 2018
- Vision du Réel 2019:  In Competitions: Official Selection.
- LeGuessWho Festival Utrecht 2019
- Anthropological Film Festival Jerusalem 2019
- IFFR Festival Rotterdam 2019.